# Mellilä

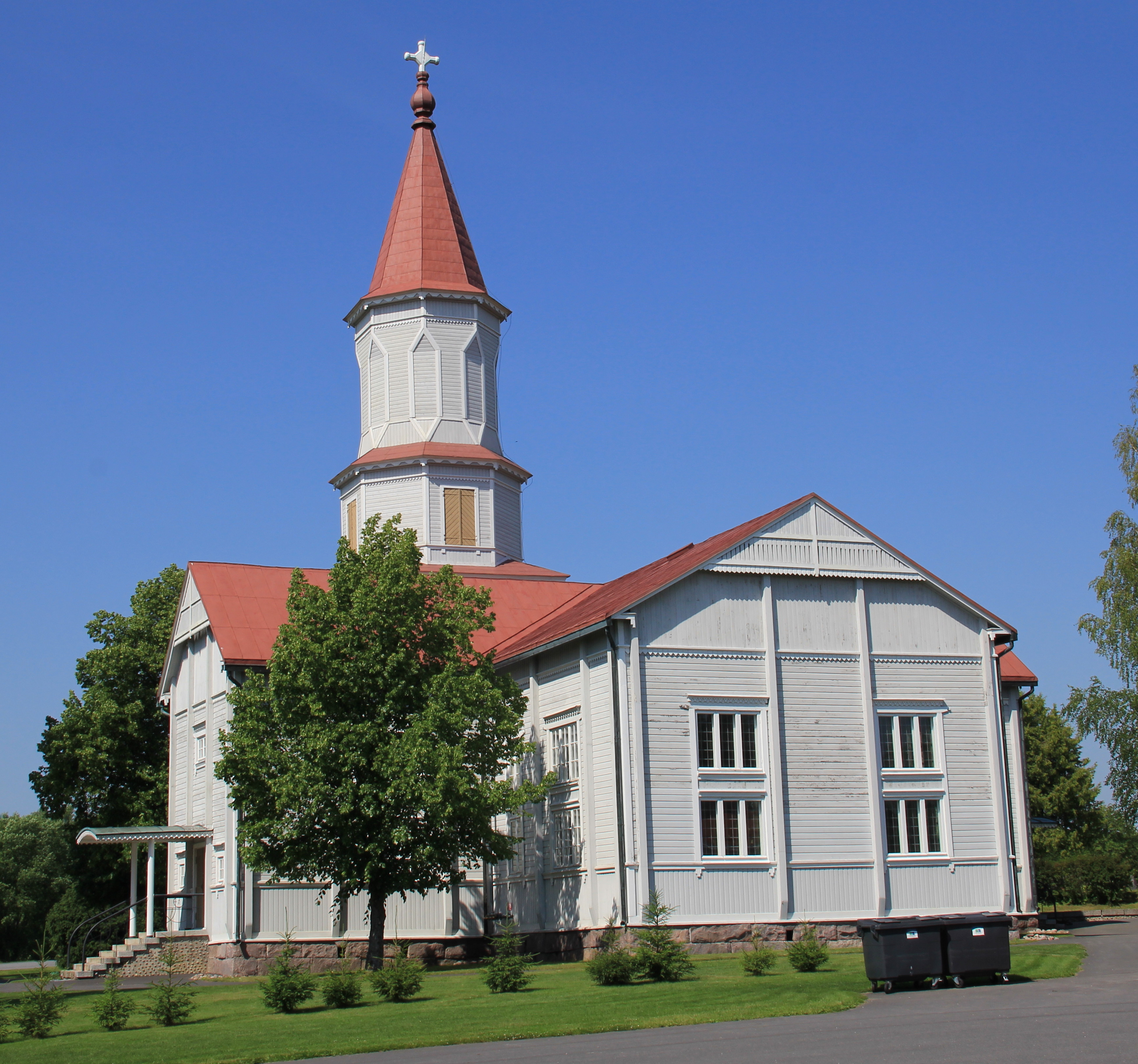
Mellilä kyrka.

Mellilä var en kommun i Finland, belägen i landskapet Egentliga Finland inom Västra Finlands län. Den 1 januari 2009 gick Mellilä samman med Loimaa stad tillsammans med Alastaro. Innan kommunsammanslagningen gränsade Mellilä till städerna Loimaa och Somero samt kommunerna Koskis Åbl, Pöytis, S:t Mårtens och Ypäjä. 
Kommunen hade 1 176 invånare (2008), på en yta av 110,51 km². Mellilä var enspråkigt finskt.

## Historia
Mellilä hörde under början av nya tiden till Loimaa administrativsocken. Niinijoki fjärding inom socknen bestod av byarna Mellilä, Pesänsuo och Perälä, varav den sistnämnda delades upp i byarna Isonperä och Vähänperä på 1500-talet. I slutet av seklet fanns det 21 gårdar i området. Från 1651 till 1680 var Mellilä, tillsammans med sin modersocken, en del av Loimaa friherreskap som donerades till Arvid Wittenberg.
Mellilä, som då kallades Peränkulma, blev en kapellförsamling under Loimaa år 1825, även om Åbo domkapitel redan 1805 hade beslutat att gudstjänster skulle hållas där varje fjärde söndag av präster från modersocknen. Tillstånd för att bygga en egen kyrka gavs 1815, och grundarbetet inleddes två år senare. På grund av konflikter låg arbetet dock nere i flera år tills byggandet beordrades att slutföras genom ett kejserligt dekret 1823. Den nuvarande Mellilä kyrka färdigställdes 1825 och fick ett torn tillagt 1888.
Vid Finlands självständighet hade kommunen knappt 2000 invånare. Befolkningen ökade långsamt fram till 1950-talet, med den största tillväxten från flyktingar från Kronoborg i det avträdda Karelen, och nådde nästan 3000 invånare. Därefter började invånarantalet minska.

## Natur
Melliläs natur är typisk för Loimaaområdets lerplatå, där kärr och moränkullar med berggrund i kärnan förekommer endast glest, främst på vattendelarna. Områdets största kärr är Eksyssuo, som sträcker sig över Koskis, Somero, Ypäjä och Loimaa. Genom de västra delarna av Mellilä löper en åsformation från Säkylä till Mellilä och vidare till Koskis, och kring denna finns några mindre kärr och små sjöar. Det mest betydande vattendraget är ån Niinijoki, en biflod till älven Loimijoki, som har sitt ursprung i Mellilä och flyter genom Loimaa till Alastaro där den mynnar ut i Loimijoki.
Bland de små åssjöarna är sjön Mustajärvi den största. Den fungerar som källsjö för ån Tarvasjoki, en biflod till Pemar å, och vid dess strand ligger ett lägercentrum som ägs av Finlands Lutherska Evangeliförening. Genom åsområdet löper också den historiska Huovintie, som av Museiverket har klassificerats som en värdefull byggd kulturmiljö av riksintresse.

## Geografi

### Byar
Isoperä, Mellilä, Pesänsuo, Vähäperä

### Trafik

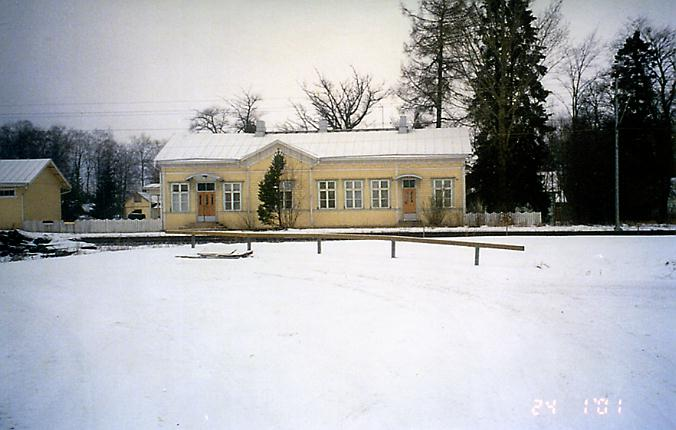
Mellilä järnvägsstation.

Det finns en järnvägsstation i Mellilä.

## Politik

### Mandatfördelning i Mellilä kommun, valen 1976–2004
| 4 | 8 | 1 | 4 |

| 3 | 1 | 7 | 1 | 5 |

| 2 | 1 | 8 | 1 | 5 |

| 1 | 2 | 8 | 1 | 5 |

| 1 | 1 | 2 | 7 | 1 | 5 |

| 1 | 1 | 1 | 8 | 1 | 5 |

| 1 | 1 | 1 | 10 | 4 |

| 1 | 1 | 2 | 9 | 1 | 3 |

| 11 | 6 |